# Pamela Bach
Pamela Bach, nata Pamela Ann Weissenbach (Tulsa, 16 ottobre 1963 – Los Angeles, 5 marzo 2025) è stata un'attrice, personaggio televisivo e modella statunitense.

## Biografia
Di ascendenze tedesche, nacque a Tulsa, Oklahoma, seconda di tre sorelle; la madre era una modella. Frequentò l'East Central High School e il Northeastern Oklahoma A&M College. Nel 1985 si trasferì a Los Angeles.
Incontrò David Hasselhoff in un episodio di Supercar. I due si sposarono nel 1989, per poi divorziare nel 2006. La coppia ebbe due figlie.
Negli anni '90 fu presente in diversi episodi, insieme ad Hasselhoff, della serie televisiva Baywatch. Inoltre si ritagliò il ruolo di psicologa nella serie Sirens. Prese parte al reality show/concorso televisivo britannico del 2011 "Celebrity Big Brother", classificandosi 9ª.
Fu una dei destinatari del premio annuale "Bravo Otto", assegnato dalla rivista tedesca Bravo, come una delle attrici preferite dagli adolescenti tedeschi.
Morì suicida il 5 marzo 2025 a Los Angeles con un colpo di arma da fuoco alla testa.

## Filmografia

### Cinema
- 1983 – Rusty il selvaggio
- 1985 – Appointment with Fear
- 1988 – Some Nudity Required
- 1998 – Route 66
- 2000 – Castle Rock
- 2002 – More than Puppy Love

### Televisione
- 1985 – Dimensione Alfa
- 1984 – Solid Gold
- 1985 – George Burns Comedy Week
- 1985 – T.J. Hooker
- 1985 – Supercar
- 1986 – Professione pericolo
- 1986 – Cin Cin
- 1986 – Throb
- 1988 – Sonny Spoon
- 1989 – Superboy
- 1989 – Lassie
- 1991 – Baywatch
- 1994 – Febbre d'amore
- 1995 – Sirens
- 1997 – Baywatch Nights
- 1998 – Viper
- 2011 – Celebrity Big Brother